# Guo Jie
Guo Jie (em chinês: 郭洁; em pinyin: Guō Jié); (16 de janeiro de 1912 - 15 de novembro de 2015) foi um atleta olímpico chinês que competiu nos Jogos Olímpicos de Verão de 1936 em Berlim, onde foi eliminado antes de chegar ao final do evento de arremessos de discos dos homens. Um atleta multi-esporte na escola, Guo foi inspirado para assistir os Jogos Olímpicos depois de ouvir Liu Changchun sobre a participação para os Jogos Olímpicos de Verão de 1932. Ele se tornou o campeão nacional lançamento do disco nos Jogos Nacionais Chineses de 1935 e definir em breve um novo recorde nacional antes de sua viagem a Berlim.
Após as Olimpíadas, Guo viajou para o Japão, onde se graduou com uma licenciatura em ciências agrícolas da Universidade de Tóquio em 1942. Lecionou na Universidade de Pequim até 1952, altura em que se transferiu para a cidade de Xi'an para trabalhar no bureau de grãos local. Ele serviu por muitos anos no instituto de Xi'an de Educação Física como pesquisador e treinador antes de sua aposentadoria. Como o tempo de sua morte, ele foi o último membro sobrevivente da delegação da China para os Jogos Olímpicos de Verão de 1936. Ele ajudou a carregar a tocha olímpica para os Jogos Olímpicos de 2008 em Pequim.